# Ivan Rudolf (politik)
Ivan Rudolf, slovenski narodni delavec, profesor,  časnikar in politik,  * 7. november 1898, Vrabče, † 4. maj 1962, Trst.

## Življenje in delo
V rojstnem kraju je končal ljudsko šolo, ter nato odšel na gimnazijo v Idrijo. Maja meseca 1915, ko je bil star 17 let, so ga zaradi proti avstrijskega govorjenja zaprli na ljubljanskem gradu, nato pa v koncentracijskem taborišču Mittergraben na Spodnjem Avstrijskem. Zapor na ljubljanskem gradu je opisal v črtici Srečanje z Vladimirjem Levstikom. Po izpustitvi iz taborišča (1916) je bil poslan na rusko fronto. Po vrnitvi domov se je pridružil borcem generala Maistra v bojih za severno mejo na Koroškem. Leta 1921 je opravil maturo in se vpisal na dunajsko Visoko šolo za trgovino. Po enem letu je študij nadaljeval na enaki šoli v Frankfurtu na Majni in leta 1924 diplomiral.
Po diplomi se je zaposlil v Gorici pri podružnici Ljubljanske kreditne banke, ko pa jo je prevzela Banca del Lavoro, pa je ostal zaposlen pri njej. Ves čas je bil aktiven v narodnem delu in bil zadnje leto predsednik Dramskega društva v Gorici. Zaradi fašističnega nasilja se je v začetku leta 1929 odselil v Kraljevino Srbov, Hrvatov in Slovencev. Tu je najprej nekaj časa delal v zasebnem podjetju, nato pa je postal učitelj na trgovski šoli v Ljubljani. Zunaj šole se je uveljavil kot časnikar. Bil je urednik dnevnika Jugoslovan (1931-32) in tednika Pohod (1932-37), urejal pa je tudi II. in III. letnik mesečnika Detaljist (1932-34), strokovnega lista za trgovino na drobno. V Ljubljani je bil tudi član ilegalne organizacije TIGR. Tu je sodeloval z Danilom Zelenom, vzdrževal pa je tudi stike z britansko in francosko obveščevalno službo, ki sta  organizacijo oskrbovali z eksplozivom in ročnim strelnim orožjem. Rudolf je leta 1940 organiziral razstrelitev dela železniške proge blizu Beljaka.
Spomladi leta 1941 je Rudolf preko Bolgarije pobegnil v Palestino, od tam pa nato v Kairo. V Egiptu se je posvetil reševanju primorskih rojakov iz taborišč za vojne ujetnike v katerih so bili pomešani z italijanskimi vojaki. Kot član Jugoslovanskega odbora iz Italije je obiskoval taborišča in navduševal primorske rojake za vojsko Kraljevine Jugoslavije. Že 20. junija 1941 so v taborišču Agani pri Aleksandriji ustanovili gardni ali jugoslovanski bataljon, ki je sprva štel okoli 300 borcev, kasneje pa več in se je bojeval v sklopu britanske VIII. armade. Kasneje je bil v službi pri Secret Intelligence Service in užival velik ugled pri Angležih. Po koncu vojne mu Angleži, kljub vsem zaslugam, ki jih je imel v borbi proti fašizmu, niso dovolili, da bi prišel v Trst. Zato se je pismeno obrnil na Winstona Churchilla in maja 1946 je končno lahko prišel v Trst. Tu je postal profesor na srednji šoli Ivan Cankar (1947-1948) in nato do smrti poučeval še na drugih šolah. S spomini, strokovnimi predavanji in Lovčevimi zapiski je sodeloval na Radiu Trst A.